# Chiesa di San Giacomo Maggiore Apostolo (Borgo San Giacomo)
La chiesa di San Giacomo Maggiore Apostolo, più comunemente nota come chiesa di San Giacomo, è la parrocchiale di Borgo San Giacomo, in provincia e diocesi di Brescia; fa parte della zona pastorale della Bassa Occidentale.

## Storia
In origine, la chiesa dedicata a san Giacomo era situata dove oggi si trova la chiesa dell’Immacolata Concezione, nota anche come chiesa del Castello. Essa era diventata sede parrocchiale autonoma, staccandosi dalla pieve di Oriano, agli inizi del XV secolo per intervento dei Martinengo. 
Nel 1565 il vescovo di Brescia Domenico Bollani, in visita pastorale a Gabiano (antico nome di Borgo San Giacomo), richiese la costruzione di un nuovo edificio parrocchiale, in quanto quello precedente era ormai divenuto insufficiente ad accogliere tutti gli abitanti. Ancora nel 1579 il cardinale Carlo Borromeo rinnovava quanto stabilito dal Bollani. L’allora arciprete Camillo Covo, quindi, iniziò a raccogliere il necessario per la costruzione, iniziando la costruzione nel 1594. 
I lavori alla nuova parrocchiale furono sospesi tra il 1597 e il 1601 per via di un contrasto tra il Covo e la Comunità, che fu risolto grazie all’intervento del vescovo. I lavori terminarono nel 1609, e l’arciprete la poté benedire su delega vescovile in quello stesso anno. La consacrazione solenne avvenne l’8 giugno 1625 per mano del vescovo di Zante Michele Varoglio, come testimoniato da una iscrizione sul lato destro del presbiterio.
Tra Seicento e Settecento furono realizzati gli affreschi delle volte del presbiterio e della navata centrale. Altri affreschi lungo le navate furono realizzati nel 1920 da Vittorio e Giuseppe Trainini, mentre l’affresco sulla volta dell’abside fu realizzata dal solo Vittorio nel 1929.
Nel 1687 fu costruita la cappella contenente il fonte battesimale, mentre nel 1691 fu aggiunto alla chiesa un quarto altare dedicato alla Circoncisione, che si aggiungeva così all’altare maggiore, all’altare del Santissimo Sacramento e all’altare del Suffragio, tutti coevi alla costruzione. 
Tra il 1699 e il 1701 la chiesa, essendo divenuta di dimensioni insufficienti ad accogliere i fedeli, fu allungata di una campata verso ovest. In quel periodo fu anche completata la facciata.
Nel 1720 venne costruito il quinto altare, dedicato alla SS. Croce. Nel 1758 l’altare maggiore originale, risalente agli inizi del XVII secolo, fu sostituito con quello attuale. In quello stesso periodo fu aggiunto il coro.
Nel 1867 fu intagliato il nuovo pulpito, che poi fu trasferito nella chiesa dell’Immacolata Concezione. 
Nel 1906 fu commissionato il nuovo organo alla ditta Tamburini, destinato a sostituire quello del 1840 del pavese Angelo Amati. Collaudato nel 1907, nel 1921 fu trasferito in controfacciata, dove fu costruita la cantoria. 
Nel corso del 2024 furono eseguiti lavori sul tetto della chiesa e sulla facciata, che portarono alla rimozione dell’intonaco (risalente agli anni ’80 del secolo precedente) e delle zoccolature di cemento alla base della stessa.

## Descrizione

### Esterno
Esternamente, la chiesa, orientata sull’asse est-ovest, presenta un corpo centrale rettangolare, chiuso sul lato orientale dal presbiterio, anch’esso rettangolare, e dall’abside poligonale. Sul fianco meridionale della zona presbiterale si adagia la sacrestia, costruita nel 1727 demolendo le due precedenti, mentre sull’altro lato di questa si eleva il campanile. 
I lati della chiesa sono scanditi da lesene tuscaniche in corrispondenza delle campate interne, le quali racchiudono al centro cinque finestre a lunetta per lato. In corrispondenza della quarta campata si aprono i portali laterali (uno per lato), entrambi decorati da un cornicione sormontato da un architrave aggettante.

#### La facciata
La facciata attuale fu costruita dopo l’allungamento dell’edificio nel 1701 e fu forse eseguita su modello di quella precedente, disegnata dal Bagnadore.
Essa, a salienti, si presenta divisa in due registri. Quello inferiore, tripartito da quattro lesene con capitelli in stile tuscanico, contiene al centro il portale principale di ingresso, decorato ai lati da due colonnine con capitelli compositi che sorreggono il frontone marmoreo, spezzato al centro da un vano contenente una scultura di Santo Calegari il Vecchio raffigurante San Giacomo Maggiore (posta sulla chiesa il 20 giugno 1701), mentre ai lati del portale si hanno due nicchie contenenti le statue raffiguranti San Pietro (sulla sinistra) e San Paolo (sulla destra), entrambe attribuite allo stesso Calegari. 
Il registro superiore, che chiude la sola navata centrale, è delimitato da due lesene ioniche che racchiudono al centro una finestra a serliana. Le lesene sono sormontate da un frontone triangolare, coronato al centro da una croce sommitale. In corrispondenza delle lesene, la facciata presenta quattro pinnacoli sormontati da globi bronzei.

#### Il campanile
Il campanile fu costruito tra il 1704 e il 1710, su disegno del frate Francesco Spinoni. Ben presto essa fu rinominata Torre Maggiore (o Torre del Popolo) e sulla cima fu eretta una cupola di legno alta 23 metri, terminata nel 1716. La struttura conclusa era alta 78 metri ed era ben conosciuta in tutto il Territorio di Brescia e in quelli limitrofi. 
Nel 1767, però, la cupola venne colpita da due fulmini, mandandola in fiamme nella parte superiore. Diciotto mesi dopo, nel febbraio 1769, durante un temporale quanto rimaneva della cupola crollò, investendo il castello con le campane, le scale della torre e i solai. Parte dei materiali caddero sul tetto della sacrestia, distruggendone una parte. 
La popolazione fu ben presto chiamata a liberare la sacrestia e la torre dai materiali caduti, mentre in seguito si ricostruì il castello di campane e la sacrestia. La cupola sommitale fu invece sostituita da una balaustra marmorea, che percorre il perimetro della cima. 
Negli anni ’40 furono aggiunti due orologi alla torre, mentre negli anni precedenti l’unico presente era quello posizionato sul lato occidentale della torre. Sul finire del XX secolo l’intero campanile subì lavori di manutenzione.

### Interno
L’interno si presenta diviso in tre navate tramite due file di colonne marmoree con capitelli tuscanici, sulle quali si appoggiano due file di cinque archi a tutto sesto ciascuna. Le navate laterali sono coperte da volte a padiglione, mentre quella centrale è coperta da una volta a botte, che prosegue sul presbiterio e termina sulla volta a ombrello dell’abside. 
Le volte del presbiterio e della navata centrale sono decorate con stucchi e affreschi seicenteschi. Gli affreschi dei Trainini raffigurano Gesù che parla alle turbe, Gesù che invia gli apostoli e Gesù che disputa coi farisei.
Sulla controfacciata si trova la cantoria con l’organo Tamburini.
Nella seconda campata sinistra si apre il battistero, costruito dopo il 1687. Il fonte battesimale, in marmo rosso, ha forma ottagonale e reca uno scudo sannitico in cui trova posto l’antico stemma comunale rappresentante una gabbia. Il fonte fu acquistato, come riporta una incisione sul lato di esso, da Camillo Covo per la antica parrocchiale di Gabiano e fu poi trasportato nella chiesa attuale.

#### Altari laterali
La chiesa, oltre all’altare maggiore, possiede quattro altari laterali: due si trovano in corrispondenza dei due lati della terza campata, mentre gli altri due si trovano sulle pareti di fondo delle navate, ai lati del presbiterio.
Sul lato settentrionale, in corrispondenza della terza campata, si trova l’altare dedicato alla Circoncisione (detto anche della Madonna), realizzato nel periodo compreso tra il 1690 e gli inizi dell’anno successivo su commissione della Scuola del Santissimo Sacramento. Esso presenta linee tipicamente seicentesche e reca una pala d’altare raffigurante la Circoncisione di Gesù, opera del 1690 del cremonese Francesco Boccaccino. Nell’altare si trovano inoltre due edicole, destinate a custodire reliquie, e una scultura raffigurante la ‘‘Madonna del Rosario’’, risalente al XIX secolo.
Sul lato meridionale, posto di fronte all’altare della Circoncisione, si trova l’altare del Suffragio (detto anche dei Santi). Questo altare, presente dal 1604, fu costruito grazie al contributo di Annibale Paglia (Podestà della giurisdizione di Gabiano). Nel 1719 fu spostato dalla posizione originale, in fondo alla navata destra, a quella attuale. L’altare, sebbene completato nel 1737 da Cristoforo Scalvi, detto Bronzino, presenta ancora forme tipiche del primo Seicento. Esso presenta come ancona una tela raffigurante ‘‘Il Redentore in gloria tra i Santi’’, opera del XVII secolo attribuita a Giuseppe Amatore. 
In fondo alla navata sinistra si trova l’altare dedicato al Santissimo Sacramento, probabilmente qui trasferito dalla chiesa del Castello in sostituzione di quello originale del 1604. Esso presenta linee tipicamente barocche e racchiude un’Ultima cena, opera attribuita ad Antonio Gandino il Vecchio. Il tabernacolo, dalla sezione ricurva, è invece del XVIII secolo. 
Sul fondale della navata destra si trova l’altare dedicato alla Santa Croce. Esso fu eretto nel 1720, in seguito alla donazione verso la chiesa di Gabiano di due reliquie della Croce, e fu forse realizzato a Rezzato. Privo di tabernacolo, custodisce un reliquiario settecentesco in argento a forma di croce, su cui si trova rappresentato sommariamente l’antico borgo, in cui spicca la torre coronata dalla cupola. Il reliquiario è attorniato da angeli in preghiera, mentre sulla cima della soasa si trovano due angeli che reggono una croce e un calice.

#### Il presbiterio e l’abside
Il presbiterio è leggermente rialzato rispetto al piano dell’aula e presenta balaustre marmoree, sulle quali si trovano due leggii. 
L’altare maggiore, di forme barocche, fu realizzato nel 1751 da Domenico Cristoforo Scalvi, detto Bronzino (forse lo stesso che lavorò sull’altare del Suffragio), e pare essere ispirato a quello della cattedrale di Cremona. Benedetto in quello stesso anno dall’arciprete Francesco Zambelli, fu ufficialmente consacrato solo nell’agosto 1949 dal vescovo Giacinto Tredici (poi arcivescovo). 
Sul lato destro del presbiterio, una lapide riporta la data di consacrazione dell’edificio. Sotto di essa si apriva una porta che conduceva nella sacrestia.
L’abside poligonale ospita un affresco raffigurante il Martirio di San Giacomo, opera di Vittorio Trainini del 1929 che funge da pala d’altare, sotto la quale si trova il coro settecentesco, in legno di noce.